# Капаруча (Фермо)
Капаруча (итал. Capparuccia) насеље је у Италији у округу Фермо, региону Марке.
Према процени из 2011. у насељу је живело 843 становника. Насеље се налази на надморској висини од 115 м.